# Bicyclus parviocellata
Bicyclus parviocellata är en fjärilsart som beskrevs av Karl Grünberg 1912. Bicyclus parviocellata ingår i släktet Bicyclus och familjen praktfjärilar. Inga underarter finns listade i Catalogue of Life.